# Survival on the Mountain
Survival on the Mountain (conocida en España como Sobrevivir en la montaña) es una película de drama y suspenso de 1997, dirigida por John Patterson, escrita por Dennis Turner, musicalizada por Jonathan Goldsmith, en la fotografía estuvo Philip Linzey y los protagonistas son Markie Post, Dennis Boutsikaris y Ian Tracey, entre otros. El filme fue realizado por American Zoetrope, Face Productions, Hallmark Entertainment y Jaffe/Braunstein Films, se estrenó el 11 de mayo de 1997.

## Sinopsis
Una pareja que se localiza en Nepal es alcanzada y retenida por un temporal de nieve.